# Planegg
Planegg er en kommune i Landkreis München (Oberbayern), i den tyske delstat Bayern, der ligger sydvest for byen München i dalen til floden Würm. Kommunen ligger ved grænsen til Landkreis Starnberg på sletten Münchner Schotterebene.
I kommunen ligger Planegg Slot, hvis historie går tilbage til begyndelsen af 1400-tallet.